# Micheline Legendre
Pour les articles homonymes, voir Legendre.
Micheline Legendre est une marionnettiste québécoise née à Montréal le 18 février 1923 et morte dans la même ville le 5 janvier 2010 à l'âge de 86 ans,.
Elle est la fondatrice du Théâtre de marionnettes de Montréal en 1948, et cofondatrice de la revue Cité libre. Elle est aussi des premières heures de Rassemblement, mouvement fondé par Pierre Elliott Trudeau et Pierre Dansereau. Elle a été présidente de la Conférence canadienne des arts de 1978 à 1979.
Les marionnettes de Micheline Legendre ont également participé à des émissions de Radio-Canada dont La Boîte à Surprise et L'heure du concert.

## Honneurs
- 1991 - Chevalier de l'Ordre du Québec[9]
- 1998 - Officier de l'Ordre du Canada[10]
- 2001 - Membre de la Société royale du Canada[11]

## Spectacles
Micheline Legendre a adapté, pour la marionnette, de nombreux ballets, opérats, contes, pour enfants ou adultes.
- La Boîte à joujoux de Claude Debussy
- Pierre et le loup de Serge Prokofiev
- Bastien et Bastienne de Mozart
- Petrouchka de Stravinsky
- Hansel et Gretel de Humperdinck
- Ulysse d'Homère
- Comment Wang-Fo fut sauvé de Marguerite Yourcenar
- Le Petit Prince d'Antoine de Saint-Exupéry.